# Sleepless in Japan Tour -Final-
『Sleepless in Japan Tour -Final-』（スリープレス イン ジャパン ツアー ファイナル）は、［Alexandros］の通算7作目のライブ映像作品。Blu-rayとDVDの2種類の規格で、2020年4月1日にユニバーサルミュージックから発売された。

## 解説
- 映像作品としては、前作『"PREMIUM V.I.P. PARTY 2017.7.2 NAGOYA NIPPON GAISHI HALL"』から約1年8か月ぶりのリリースとなる。2018年12月4日から2019年6月16日に行った自身最大規模のライブハウス&アリーナツアー『Sleepless in Japan Tour』のファイナルとなった6月16日のさいたまスーパーアリーナ公演の模様や、メンバーによる副音声も収録される。
- Disc2には、同ツアーの2019年2月5日に行われた金沢 EIGHT HALL公演から6曲、2019年3月13日に行われた横浜アリーナ公演から6曲が収録される。
- また、このさいたまスーパーアリーナ公演は2021年3月に[Alexandros]を勇退するDr.庄村の最後のライブであり、本映像作品は現メンバー4人の最後の映像作品である。

## 収録曲

### Disc 1
- -Sleepless in Saitama 2019.06.16 Saitama Super Arena

1. LAST MINUTE
2. Starrrrrrr
3. I Don't Believe In You
4. Follow me
5. spit!
6. Girl A
7. Come Closer
8. PARTY IS OVER
9. SNOW SOUND
10. Kaiju
11. MILK
12. Mosquito Bite
13. Kick & Spin
14. You're So Sweet & I Love You
15. 明日、また
16. NEW WALL
17. FISH TACOS PARTY
18. Your Song
19. Adventure
20. アルペジオ
21. Burger Queen
22. Dracula La
23. 月色ホライズン
24. Pray
25. ワタリドリ

### Disc2
- -Sleepless in Kanazawa 2019.02.05 KANAZAWA EIGHT HALL

1. LAST MINUTE
2. Cat 2
3. Kick & Spin
4. Kids
5. アルペジオ
6. city

- -Sleepless in Yokohama 2019.03.13 Yokohama Arena

1. She's Very
2. Kill Me If You Can
3. MILK
4. KABUTO
5. ムーンソング
6. ハナウタ